# SingStar Vol. 2
SingStar Vol. 2 è un videogioco musicale sviluppato dal SCE London Studio e pubblicato da Sony Computer Entertainment esclusivamente per PlayStation 3. Nel gioco ci sono artisti come: The Killers, Eminem, Kaiser Chiefs, Gorillaz  ecc...
Il gioco è stato annunciato da Sony Computer Entertainment Europe il 15 aprile 2007. Nuove caratteristiche che sono state aggiunte e che con PlayStation Portable tramite la connettività si può duettare.

## Tracce nell'edizione americana[1]
- Aerosmith - "Dude Looks Like A Lady"
- Blur - "Country House"
- Bobby Brown - "My Prerogative"
- Eminem - "Without Me"
- George Michael - "Freedom 90"
- Gorillaz - "Dare"
- Gossip - "Standing in the Way of Control"
- Hot Chocolate - "You Sexy Thing"
- Kaiser Chiefs - "Ruby"
- Kool & The Gang - "Celebration"
- Lil Wayne - "Lolly Pop"
- Lovin' Spoonful - "Summer In The City"
- Maximo Park - "Our Velocity"
- Morrissey - "Suedehead"
- Nirvana - "Lithium"
- Panic! At The Disco - "But It's Better If You Do"
- Paul McCartney & the Frog Chorus - "We All Stand Together"
- Pulp - "Common People"
- Radiohead - "Street Spirit (Fade Out)"
- Shakespears Sister - "Stay"
- Spandau Ballet - "True"
- The Cure - "Pictures of You"
- The Killers - "When You Were Young"
- The Libertines - "Can't Stand Me Now"
- The Mamas & The Papas - "California Dreamin'"
- The Offspring - "Pretty Fly (For A White Guy)"
- The Police - "Don't Stand So Close To Me"
- The Proclaimers - "I'm Gonna Be (500 Miles)"
- Tom Jones with Mousse T - "Sexbomb"
- Tone Loc - "Funky Cold Medina"
- Young MC - "Bust A Move"

## Tracce nell'edizione inglese
- Aerosmith - "Dude (Looks Like A Lady)"
- Bad English - "When I See You Smile"
- Bobby Brown - "My Prerogative"
- Boys Like Girls - "Hero/Heroine"
- Elton John & Kiki Dee - "Don't Go breaking My Heart"
- Eminem - "Without Me"
- Gavin DeGraw - "In Love With A Girl"
- Gnarls Barkley - "Run (I'm A Natural Disaster)"
- Gold Frapp - "Happiness"
- Lit - "Miserable"
- Natasha Bedingfield - "Unwritten"
- Pink - "Just Like A Pill"
- Panic! At The Disco - "Nine In The Afternoon"
- Paramore - "CrushCrushCrush"
- Phantom Planet - "California"
- Radiohead - "Street Spirit"
- Rise Against - "Prayer Of The Refugee"
- Sara Bareilles - "Love Song"
- The Bravery - "Believe"
- The Cure - "Pictures of You"
- The Killers - "When You Were Young"
- The Mamas & The Papas - "California Dreamin'"
- The Offspring - "Pretty Fly (For A White Guy)"
- The Police - "Don't Stand So Close To Me"
- The Proclaimers - "I'm Gonna Be (500 Miles)"
- The Shins - "New Slang"
- Tone Loc - "Funky Cold Medina"
- Weezer - "Beverly Hills"
- Yael Naim - "New Soul"
- Young M.C. - "Bust A Move"

## Tracce nella versione italiana
- 883 - "NordSudOvestEst"
- Aerosmith - "Dude Looks Like A Lady"
- Blur - "Country House"
- Bobby Brown - "My Prerogative"
- Eminem - "Without Me"
- Finley - "Adrenalina"
- Finley - "Diventerai una star"
- George Michael - "Freedom 90"
- Gigi D'Alessio - "Non mollare mai"
- Gorillaz - "Dare"
- Hot Chocolate - "You Sexy Thing"
- Irene Grandi - "Bruci la città"
- Jarabe de Palo - "Mi piace come sei"
- Kool & The Gang - "Celebration"
- Max Gazzé - "Favola di Adamo ed Eva"
- Max Gazzè - "Una musica può fare"
- Niccolò Fabi - "Dica"
- Nirvana - "Lithium"
- Paul McCartney & the Frog Chorus - "We All Stand Together"
- Radiohead - "Street Spirit (Fade Out)"
- Spandau Ballet - "True"
- Stadio - "Innamorarsi ancora"
- Subsonica - "Nuvole rapide"
- The Cure - "Pictures of You"
- The Offspring - "Pretty Fly (For A White Guy)"
- The Police - "Don't Stand So Close To Me"
- Tiziano Ferro - "Ed ero contentissimo"
- Tiziano Ferro - "Stop! dimentica"
- Tiziano Ferro - "Ti scatterò una foto"
- Tom Jones with Mousse T - "Sexbomb"